# Бронк, Йонас
Йонас Бронк (нидерл. Jonas Bronck; 1600-е, Komstad, Йёнчёпинг — 1643) — европейский колонист-поселенец, именем которого названы река Бронкс и один из районов города Нью-Йорка. 

## Биография
Согласно наиболее правдоподобной версии, Бронк был шведом и родился в Швеции в деревне в окрестностях города Йёнчёпинг (провинция Смоланд). В дальнейшем, возможно, он несколько лет прожил в Дании, так как среди имущества, которое он привёз с собой в Америку, были книги на датском языке. 
Достоверно известно, что в 1638 году Бронк находился в Амстердаме, Нидерланды, где вступил в брак с местной уроженкой (сохранился брачный контракт, подписанный 18 июня 1638 года). Венчание состоялось 6 июля в амстердамской Новой церкви (Ньиве керк). По вероисповеданию Бронк и его жена были кальвинистами (реформатами). 
Весной 1639 года Йонас Бронк, его молодая жена, и группа других эмигрантов, среди которых был близкий друг Бронка, датчанин Йохем Питерсен Кюйтер, отплыли из голландского порта Хорн на Зёйдерзее и 16 июня благополучно пришвартовались в гавани Нового Амстердама (будущего Нью-Йорка), который в то время являлся голландской колонией с населением около 400 человек. 
В Новом Амстердаме Бронк занял под свою ферму (или, скорее, поместье) 274 гектара земли, на месте будущего нью-йоркского района (боро) Бронкс. Свою ферму Бронк назвал заимствованным из Библии топонимом — Эммаус. Там он занялся выращиванием табака, который продавал другим колонистам в специально построенной лавке. Для себя Бронк выстроил хорошо укреплённый дом, в котором можно было обороняться от нападений недружественных индейцев. По меркам колонии, Бронк был хорошо образованным человеком. В то время, как многие жители Нового Амстердама были неграмотны, Бронк владел книгами на четырёх языка преимущественно религиозного содержания (Псалтырь, Библия, произведения Лютера и Кальвина, и др.). Согласно сохранившейся описи имущества колониста, свой дом он украсил 11 картинами. 
22 апреля 1642 года в усадьбе Бронка был подписан мирный договор между голландскими властями и местными индейскими вождями. Это событие изображено на поздней картине, представленной в статье. 
Бронк скончался в 1643 году на фоне событий так называемой Войны Кифта между голландскими поселенцами во главе с губернатором Кифтом и местными индейцами. Была ли связана его кончина с военными действиями — неизвестно; во всяком случае, дом Бронка не был разграблен. Помимо уже упомянутых книг и картин его вдова, согласно сохранившимся документам, унаследовала 25 голов скота и неопределённое количество свиней, которых нотариус отказался считать, так как они добывали себе пропитание в большом лесу на территории поместья, и просто указал, что свиней «много». 
Поместье Бронкса в дальнейшем неоднократно меняло собственников. В период Войны за независимость США им владел один из отцов-основателей — Льюис Моррис. Эта территория была известна как Бронксленд (земля Бронка), в дальнейшем — просто как Бронкс. При этом, при Мориссах их поместье официально именовалось Мориссия (это название закрепилось в названии одного из кварталов Бронкса).
До обнаружения архивных документов, таких, как свидетельство о браке, биография Бронка была известна плохо, а на право считаться его родиной претендовали, помимо Швеции, Дания, Нидерланды, Фарерские острова и даже Германия.